# Sergio Asenjo
Sergio Asenjo Andrés (Palencia, 28 giugno 1989) è un ex calciatore spagnolo, di ruolo portiere.

## Carriera

### Club

#### Real Valladolid
Comincia la carriera giovanissimo nelle giovanili del Real Valladolid, successivamente viene portato in prima squadra.

#### Atlético Madrid e prestito al Malaga
Dopo molte buone prestazioni viene preso per 5 milioni di euro dall'Atlético Madrid. Decide di prendere il numero 1. Parte titolare a inizio stagione, ma successivamente perde il posto.
Il 30 dicembre 2010 il portiere spagnolo passa in prestito fino alla fine della stagione al Malaga. È poi tornato all'Atletico dal 2011 al 2013 non trovando molto spazio.

#### Villarreal
Nell'estate 2013 si è trasferito al Villarreal. Dopo 9 stagioni ed aver vinto la prima Europa League nella storia del Club, alla fine della stagione 2021-2022, lascia il Sottomarino giallo.

#### Ritorno al Real Valladolid
Dopo aver lasciato il Villarreal, nell'estate 2022 si accorda con il Real Valladolid, squadra nella quale aveva iniziato la carriera e con cui firma un contratto biennale.

### Nazionale
Ha fatto parte delle Nazionali spagnole Under-17, Under-19, Under-20 e Under-21.
Ha fatto tutta la trafila della nazionale spagnola prima di esordire con la nazionale maggiore nel 2016 in amichevole contro la Bosnia-Erzegovina.

## Statistiche

### Presenze e reti nei club
Statistiche aggiornate al 20 maggio 2022.
| Stagione               | Squadra                | Campionato             | Campionato | Campionato | Coppe nazionali | Coppe nazionali | Coppe nazionali | Coppe continentali | Coppe continentali | Coppe continentali | Altre coppe | Altre coppe | Altre coppe | Totale | Totale |
| Stagione               | Squadra                | Comp                   | Pres       | Reti       | Comp            | Pres            | Reti            | Comp               | Pres               | Reti               | Comp        | Pres        | Reti        | Pres   | Reti   |
| ---------------------- | ---------------------- | ---------------------- | ---------- | ---------- | --------------- | --------------- | --------------- | ------------------ | ------------------ | ------------------ | ----------- | ----------- | ----------- | ------ | ------ |
| 2006-2007              | Real Valladolid B      | SD                     | 4          | -4         | -               | -               | -               | -                  | -                  | -                  | -           | -           | -           | 4      | -4     |
| 2007-2008              | Real Valladolid        | PD                     | 24         | -29        | CR              | 0               | 0               | -                  | -                  | -                  | -           | -           | -           | 24     | -29    |
| 2008-2009              | Real Valladolid        | PD                     | 23         | -29        | CR              | -               | -               | -                  | -                  | -                  | -           | -           | -           | 23     | -29    |
| Totale Real Valladolid | Totale Real Valladolid | Totale Real Valladolid | 47         | -58        |                 | 0               | 0               |                    | -                  | -                  |             | -           | -           | 47     | -58    |
| 2009-2010              | Atlético Madrid        | PD                     | 15         | -20        | CR              | 2               | 0               | UCL+UEL            | 7+2                | -12 + -2           | -           | -           | -           | 26     | -34    |
| 2010-2011              | Atlético Madrid        | PD                     | -          | -          | CR              | -               | -               | UEL                | -                  | -                  | SU          | -           | -           | -      | -      |
| gen.-giu. 2011         | Málaga                 | PD                     | 5          | -11        | CR              | 1               | -3              | -                  | -                  | -                  | -           | -           | -           | 6      | -14    |
| 2011-2012              | Atlético Madrid        | PD                     | 2          | -5         | CR              | 2               | -3              | UEL                | 1                  | -1                 | -           | -           | -           | 5      | -9     |
| 2012-2013              | Atlético Madrid        | PD                     | 1          | -2         | CR              | 1               | 0               | UEL                | 8                  | -6                 | -           | -           | -           | 10     | -8     |
| Totale Atlético Madrid | Totale Atlético Madrid | Totale Atlético Madrid | 18         | -27        |                 | 5               | -3              |                    | 18                 | -21                |             | -           | -           | 41     | -51    |
| 2013-2014              | Villarreal             | PD                     | 35         | -41        | CR              | 0               | 0               | -                  | -                  | -                  | -           | -           | -           | 35     | -41    |
| 2014-2015              | Villarreal             | PD                     | 34         | -31        | CR              | 6               | -8              | UEL                | 8                  | -10                | -           | -           | -           | 48     | -49    |
| 2015-2016              | Villarreal             | PD                     | 4          | -5         | CR              | -               | -               | UEL                | 3                  | -1                 | -           | -           | -           | 7      | -6     |
| 2016-2017              | Villarreal             | PD                     | 24         | -15        | CR              | 2               | -4              | UCL+UEL            | 2+3                | -3 + -6            | -           | -           | -           | 31     | -28    |
| 2017-2018              | Villarreal             | PD                     | 23         | -30        | CR              | 1               | 0               | UEL                | 2                  | -4                 | -           | -           | -           | 26     | -34    |
| 2018-2019              | Villarreal             | PD                     | 32         | -45        | CR              | 0               | 0               | UEL                | 0                  | 0                  | -           | -           | -           | 32     | -45    |
| 2019-2020              | Villarreal             | PD                     | 34         | -41        | CR              | 0               | 0               | -                  | -                  | -                  | -           | -           | -           | 34     | -41    |
| 2020-2021              | Villarreal             | PD                     | 36         | -40        | CR              | 0               | 0               | UEL                | 1                  | 0                  |             |             |             | 37     | -40    |
| 2021-2022              | Villarreal             | PD                     | 6          | -9         | CR              | 1               | 0               | UCL                | 0                  | 0                  | SU          | 1           | -1          | 8      | -10    |
| Totale Villarreal      | Totale Villarreal      | Totale Villarreal      | 228        | -257       |                 | 10              | -12             |                    | 19                 | -24                |             | 1           | -1          | 258    | -285   |
| Totale carriera        | Totale carriera        | Totale carriera        | 302        | -357       |                 | 16              | -18             |                    | 37                 | -45                |             | 1           | -1          | 356    | -421   |

### Cronologia presenze e reti in nazionale
| Cronologia completa delle presenze e delle reti in nazionale ― Spagna | Cronologia completa delle presenze e delle reti in nazionale ― Spagna | Cronologia completa delle presenze e delle reti in nazionale ― Spagna | Cronologia completa delle presenze e delle reti in nazionale ― Spagna | Cronologia completa delle presenze e delle reti in nazionale ― Spagna | Cronologia completa delle presenze e delle reti in nazionale ― Spagna | Cronologia completa delle presenze e delle reti in nazionale ― Spagna | Cronologia completa delle presenze e delle reti in nazionale ― Spagna |
| Data                                                                  | Città                                                                 | In casa                                                               | Risultato                                                             | Ospiti                                                                | Competizione                                                          | Reti                                                                  | Note                                                                  |
| --------------------------------------------------------------------- | --------------------------------------------------------------------- | --------------------------------------------------------------------- | --------------------------------------------------------------------- | --------------------------------------------------------------------- | --------------------------------------------------------------------- | --------------------------------------------------------------------- | --------------------------------------------------------------------- |
| 30-5-2016                                                             | San Gallo                                                             | Spagna                                                                | 3 – 1                                                                 | Bosnia ed Erzegovina                                                  | Amichevole                                                            | -1                                                                    |                                                                       |
| Totale                                                                |                                                                       | Presenze                                                              | 1                                                                     |                                                                       | Reti                                                                  | -1                                                                    |                                                                       |

## Palmarès

### Club

#### Competizioni nazionali
- Coppa di Spagna: 1

Atlético Madrid: 2012-2013

#### Competizioni internazionali
- UEFA Europa League: 3

Atlético Madrid: 2009-2010, 2011-2012
Villarreal: 2020-2021
- Supercoppa UEFA: 2

Atlético Madrid : 2010, 2012

### Nazionale
- Campionato d'Europa Under-19: 1

2007

### Individuale
- Selezione UEFA dell'Europeo Under-21: 1

Svezia 2009